# Jonathania multimaculata
Jonathania multimaculata là một loài tò vò trong họ Ichneumonidae.